# Kusiaissaari (ö i Södra Karelen, Imatra, lat 61,26, long 28,53)
Kusiaissaari är en ö i Finland. Den ligger i sjön Saimen och i kommunen Ruokolax i den ekonomiska regionen  Imatra ekonomiska region  och landskapet Södra Karelen, i den södra delen av landet, 230 km nordost om huvudstaden Helsingfors. Öns area är 1 hektar och dess största längd är 230 meter i nord-sydlig riktning.